# Caporachi
Caporachi es una ranchería del municipio de Cucurpe ubicada en el norte del estado mexicano de Sonora, en la zona baja de la Sierra Madre Occidental. Según los datos del Censo de Población y Vivienda realizado en 2020 por el Instituto Nacional de Estadística y Geografía (INEGI), Caporachi tiene un total de 20 habitantes, por los que es la segunda localidad más habitada del municipio, sólo después del pueblo de Cucurpe, la cabecera municipal. La ranchería fue fundada en los años 1950.

## Geografía
Caporachi se sitúa en las coordenadas geográficas 30°20'12" de latitud norte y 110°42'18" de longitud oeste del meridiano de Greenwich, a una elevación de 69 metros sobre el nivel del mar.